# Robinson Crusoe

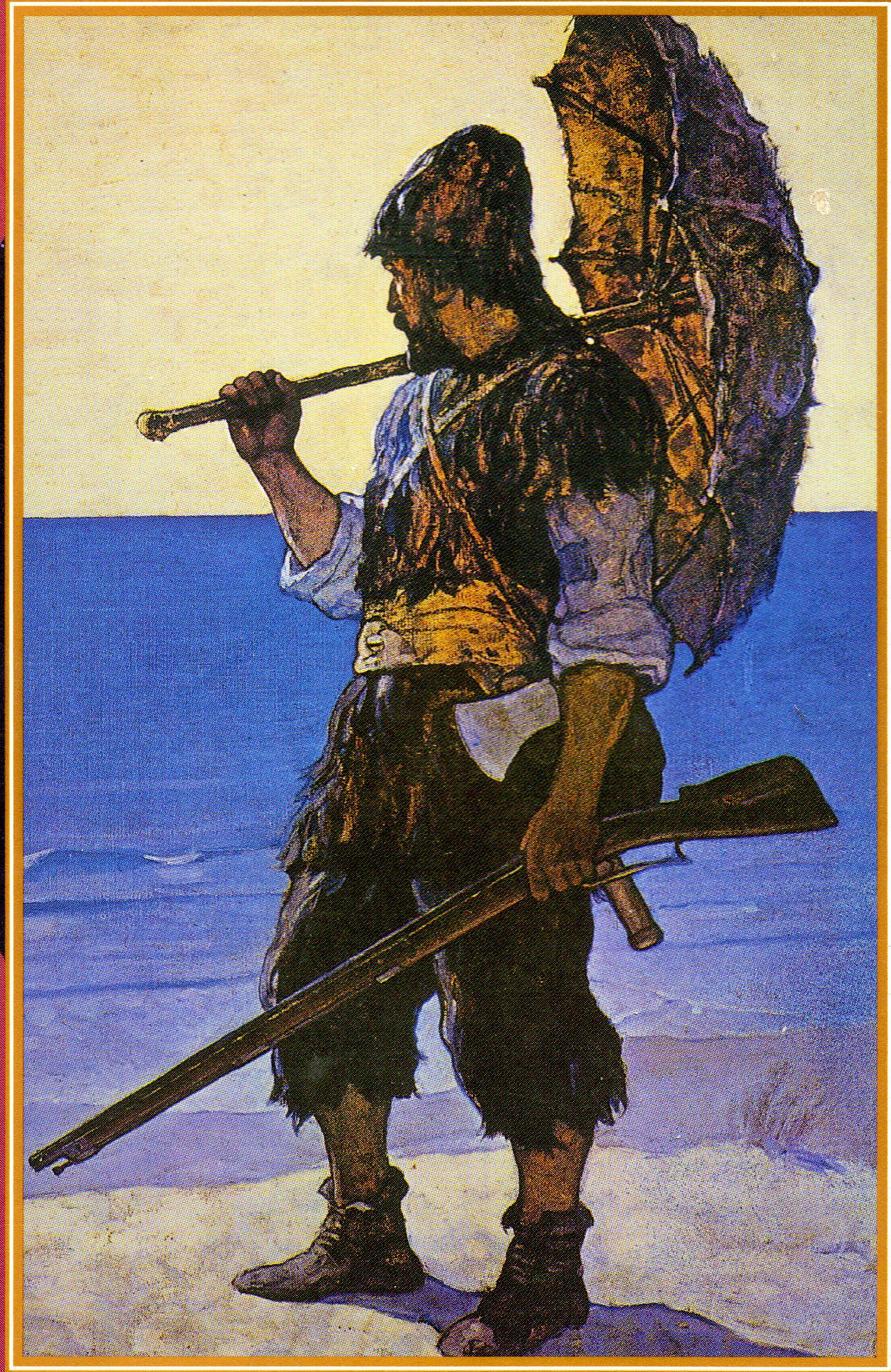
Robinson Crusoe na brzegu bezludnej wyspy, według ilustracji Newella Conversa Wyetha, wyd. 1920.

Robinson Crusoe (w polskich przekładach także: Robinson Cruzoe lub Robinson Kruzoe) – główny bohater powieści przygodowych Przypadki Robinsona Crusoe oraz Dalsze przygody Robinsona Crusoe angielskiego pisarza Daniela Defoe z 1719 i 1720 roku.

## Bohater powieści

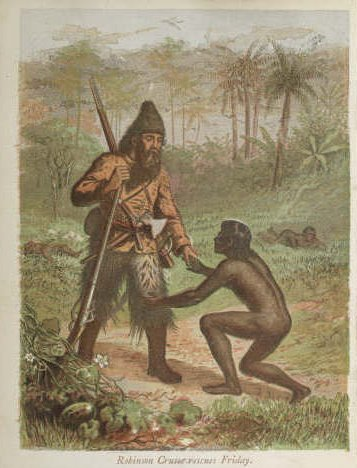
Robinson Crusoe i jego towarzysz niedoli na wyspie – karaibski tubylec Piętaszek. Ilustracja pochodząca z wydania z 1868.

Robinson Crusoe, syn kupca z Hull, ma objąć po ojcu interes rodzinny. Marzy o podróżach morskich, ale ojciec, który stracił już dwóch synów na morzu, nie chce mu na to pozwolić. Niemniej żądza przygód zwycięża i Robinson jako 18-latek w 1651 r. opuszcza rodzinne miasto i płynie do Londynu. Służąc na kolejnych statkach uczy się sztuki żeglarskiej, prowadzi interesy, potem trafia do niewoli mauretańskiej. Po dwóch latach ucieka, zostaje plantatorem w Brazylii. Sąsiedzi namawiają go do wyprawy do Afryki po niewolników. Podczas wyprawy statek trafia na huragan i rozbija się u ujścia rzeki Orinoko, a jedyny ocalały, Robinson, znajduje ocalenie na bezludnej wyspie.
Spędza tam 28 lat, 2 miesiące i 19 dni. W trudzie zagospodarowuje się tam, urządza lokum, uprawia zboże, oswaja zwierzęta, wytwarza naczynia. Jednak cierpi z powodu samotności. Po latach na jego wyspę trafiają ludożercy, a Robinsonowi udaje się ocalić z ich rąk ofiarę – młodego tubylca. Ocalałego krajowca nazywa Friday, czyli Piątek – od dnia tygodnia kiedy go spotkał. W polskich tłumaczeniach Friday znany jest jako Piętaszek. Anglik cywilizuje karaiba, czyniąc go towarzyszem swojej niedoli. Uczy go języka angielskiego i nawraca na chrześcijaństwo. Po latach do wyspy przybija statek, którym kierują zbuntowani marynarze. Robinson pomaga kapitanowi odzyskać panowanie nad statkiem i wreszcie może wrócić wraz z Piętaszkiem do rodzinnej Anglii, gdzie czeka go jeszcze parę przygód oraz małżeństwo.
Dalsze przygody Robinsona przedstawione są w kolejnej powieści autora. Robinson wybiera się statkiem w podróż wokół Afryki na Daleki Wschód. Zwiedza kilka krajów i wraca drogą lądową przez Chiny i Rosję. Autor przedstawia realia ówczesnych państw wschodniej Azji.

## Konotacje historyczne
Postać Robinsona Crusoe była najprawdopodobniej wzorowana na prawdziwych losach Aleksandra Selkirka, szkockiego żeglarza, który w latach 1704–1709 spędził cztery lata na wyspie Más a Tierra (obecnie wyspa Robinson Crusoe), u wybrzeży Chile. Inna wersja jest taka, że Robinson Crusoe spędził swoje beztroskie lata na innej wyspie, oddalonej o 5 tysięcy km od tej. Na tej wyspie znaleziono szkielet koziorożca, którego w powieści Robinson zabił. Znaleziono też potłuczone naczynia w „grocie Robinsona” oraz obuwie ze skóry zwierzęcej, które mogło zostać wytworzone właśnie przez niego.
Defoe mógł także czerpać z powieści Hayy ibn Yaqdhan arabskiego pisarza Ibn Tufaila, która była przetłumaczona na łacinę w 1671, a angielski w 1686.
Robinson Crusoe reprezentuje typowe wartości ówczesnej wczesnokapitalistycznej Anglii: humanizm widoczny szczególnie w docenieniu wartości pracy ludzkiej, przywiązanie do chrześcijaństwa przy jednoczesnej tolerancji religijnej, brak przesądów typowych dla feudalizmu i brak przesądów rasistowskich. Współczesnego czytelnika może jednak razić akceptacja handlu niewolnikami z Afryki (mimo braku niewolnictwa w samej Anglii) lub lekceważący stosunek do kultury tubylców. We współczesnych adaptacjach dla młodzieży te wątki są na ogół usuwane z powieści.

## Robinson w kulturze
Książka cieszyła się olbrzymią popularnością na całym świecie od roku jej wydania aż do dziś. Postać Robinsona (a także Piętaszka) jest rozpoznawalna i stała się jedną z tzw. ikon kultury. Imię „Robinson” stało się synonimem rozbitka, a termin „robinsonada” określa opis podróży samotnego człowieka, zdanego na własne siły.
Postać Robinsona w aspekcie ekonomicznym analizował Karol Marks w swym głównym dziele Kapitał i Frédéric Bastiat w Cokolwiek, czyli Robinson chroni swoje miejsce pracy.
Do postaci Robinsona Crusoe nawiązywał przydomek „Robinsonowie warszawscy”, nadany ludziom którzy po kapitulacji powstania warszawskiego zdecydowali się pozostać w mieście i ukrywali się przed Niemcami w jego ruinach.